# Verkehrsverbund Süd-Niedersachsen

Logo des VSN

Der Verkehrsverbund Süd-Niedersachsen (VSN) wurde am 1. April 1999 gegründet. Er ist ein Tarif- und Verkehrsverbund aus 15 Verkehrsunternehmen für rund 600.000 Bewohner (Ende 2015) in Südniedersachsen. Er umfasst das Gebiet der Landkreise Göttingen, Northeim und Holzminden sowie die Gemeinde Wesertal im Landkreis Kassel (Hessen).
Aufgabenträger für den Busverkehr ist der Zweckverband Verkehrsverbund Süd-Niedersachsen (ZVSN) für die Landkreise Göttingen und Northeim sowie seit Januar 2020 für den Landkreis Holzminden. Davon ausgenommen ist das Göttinger Stadtgebiet, wo die Stadt selbst Aufgabenträger ist. Im Schienenverkehr ist die Landesnahverkehrsgesellschaft Niedersachsen (LNVG) Aufgabenträger.

## Tarif- und Verkehrsgebiet
Der VSN-Tarif ermöglicht innerhalb des oben genannten Gebietes die Nutzung aller Verkehrsmittel im öffentlichen Personennahverkehr (Stadt- und Regionalbusse sowie Regionalzüge) mit einheitlichen Fahrscheinen. Das Verkehrsgebiet des VSN umfasst die folgenden Eisenbahnstrecken bzw. Teilabschnitte:
- Bahnstrecke Hannover–Kassel: Kreiensen–Einbeck-Salzderhelden–Northeim–Göttingen, Hann Münden–Speele
- Bahnstrecke Einbeck-Salzderhelden–Dassel: Einbeck-Salzderhelden–Einbeck Mitte
- Bahnstrecke Börßum–Kreiensen: Seesen–Kreiensen
- Bahnstrecke Kreiensen–Langeland: Kreiensen–Stadtoldendorf–Holzminden
- Bahnstrecke Höxter-Ottbergen–Northeim: Lauenförde-Beverungen–Bodenfelde–Northeim
- Bahnstrecke Göttingen–Bodenfelde
- Bahnstrecke Northeim–Nordhausen: Northeim–Herzberg–Walkenried
- Bahnstrecke Seesen–Herzberg
- Bahnstrecke Göttingen–Bebra: Göttingen–Eichenberg
- Bahnstrecke Halle–Hann Münden: Eichenberg–Hann Münden (Eichenberg–Gertenbach nicht im Binnenverkehr)

### Übergangsregelungen zu anderen Verbünden
An den VSN grenzen die Bundesländer Nordrhein-Westfalen mit dem Nahverkehrsverbund Paderborn-Höxter (NPH), Hessen mit dem Nordhessischen Verkehrsverbund (NVV), Thüringen ohne Verbund sowie der ebenfalls niedersächsische Verkehrsverbund Region Braunschweig (VRB) an.
Teilweise werden bei Fahrten zwischen zwei Orten im VSN-Gebiet Regionen außerhalb des Verbundgebiets durchfahren. So fährt man z. B. von Göttingen über das hessische Eichenberg sowie Witzenhausen nach Hann. Münden. Von Bodenfelde führt die Fahrt ins niedersächsische Lauenförde über Bad Karlshafen und Würgassen sogar durch zwei Bundesländer (Hessen und Nordrhein-Westfalen). Für Verbindungen, bei denen mindestens Start- oder Zielort im VSN-Gebiet liegt, gilt daher der VSN-Tarif auch in folgenden Regionen:
- Stadt Seesen
- Gemeinde Neu-Eichenberg
- Stadt Witzenhausen
- Stadt Bad Karlshafen
- Stadtteil Stahle der Stadt Höxter

Die auf dem Abschnitt Göttingen–Northeim–Kreiensen verkehrenden InterCity-Züge können seit September 2006 nicht mehr mit Verbundkarten des VSN genutzt werden.

## Linienverzeichnis
Im Gebiet des VSN existieren folgende Linien:
| Linie    | Strecke                                                                       | Bemerkungen               |
| -------- | ----------------------------------------------------------------------------- | ------------------------- |
| 1        | Hillerse - Höckelheim - Markt - Rathaus - Verdistraße                         | Stadtverkehr Northeim     |
| 2        | Bahnhof/ZOB - Wieterviertel - Markt - Einbecker Landstraße - Krankenhaus      | Stadtverkehr Northeim     |
| 3        | Bühle - Sudheim - Südstadt - Bahnhof - Markt - Dieselstraße                   | Stadtverkehr Northeim     |
| 4        | Gewerbegebiet Süd - Südstadt - Markt - Rathaus - Langenholtensen              | Stadtverkehr Northeim     |
| 7        | Bahnhof - Gardekürassierstraße - Erich-Kästner-Schule - BBS (Schulverkehr)    | Stadtverkehr Northeim     |
| 8        | Krankenhaus/Verdistraße - Markt - Südstadt - Bahnhof - Höckelheim - Hillerse  | Stadtverkehr Northeim     |
| 9        | Sudheim - Südstadt - Bahnhof - Markt - Rathaus - Langenholtensen              | Stadtverkehr Northeim     |
| 101      | Hann. Münden – Hermannshagen – Lippoldshausen – Hedemünden                    | Stadtverkehr Hann. Münden |
| 102      | Hann. Münden Bahnhof – Schloss – Neumünden – Bahnhof                          | Stadtverkehr Hann. Münden |
| 103      | Hann. Münden Bahnhof – Schloss – Am Entenbusch – Klinikum – Bahnhof           | Stadtverkehr Hann. Münden |
| 104      | Hann. Münden Bahnhof – Schloss – Galgenberg – Klinikum – Tannenkamp – Bahnhof | Stadtverkehr Hann. Münden |
| 105      | Bonaforth – Hann. Münden Bahnhof – Auefeld/BBS                                | Stadtverkehr Hann. Münden |
| 110      | Göttingen – Barterode – Adelebsen                                             |                           |
| 112      | Erbsen – Lödingsen – Wibbecke – Adelebsen                                     |                           |
| 115      | Barterode – Güntersen – Eberhausen – Adelebsen                                |                           |
| 120      | Göttingen – Dransfeld – Hann. Münden                                          |                           |
| 121      | Dransfeld – Jühnde – Scheden                                                  |                           |
| 122      | Dransfeld – Löwenhagen – Ellershausen – Scheden                               |                           |
| 130      | Göttingen - Rosdorf - Obernjesa - Dramfeld - Friedland (- Groß Schneen)       |                           |
| 131      | Mengershausen - Settmarshausen - Varmissen                                    |                           |
| 134      | (Groß Schneen -) Friedland - Deiderode - Atzenhausen - Dramfeld               |                           |
| 140      | Göttingen - Niedernjesa - Groß Schneen                                        |                           |
| 141      | Groß Schneen - Reiffenhausen - Ischenrode (- Bremke)                          |                           |
| 150      | Göttingen - Seulingen - Desingerode - Duderstadt                              |                           |
| 154      | Göttingen - Rittmarshausen - Sattenhausen - Beienrode                         |                           |
| 155      | Göttingen - Reinhausen - Nesselröden - Duderstadt                             |                           |
| 160      | LandesBus Göttingen - Duderstadt                                              |                           |
| 161      | Duderstadt - Brochthausen - Hilkerode                                         |                           |
| 162      | Duderstadt - Rhumspringe - Gieboldehausen                                     |                           |
| 163      | Duderstadt - Gerblingerode (Stadtverkehr)                                     |                           |
| 170      | Göttingen - Gieboldehausen - Duderstadt                                       |                           |
| 171      | Ebergötzen - Bilshausen - Gieboldehausen                                      |                           |
| 172      | Ebergötzen - Seeburg - Duderstadt                                             |                           |
| 173      | Waake - Bösinghausen - Mackenrode - Falkenhagen                               |                           |
| 180      | Göttingen - Bovenden - Nörten-Hardenberg                                      |                           |
| 181      | Nörten-Hardenberg - Elvese - Großenrode - Northeim                            |                           |
| 182      | Nörten-Hardenberg - Hardegsen                                                 |                           |
| 184      | Nörten-Hardenberg - Sudershausen (- Spanbeck)                                 |                           |
| 185      | Göttingen - Bovenden - Reyershausen - Holzerode (- Ebergötzen)                |                           |
| 186      | Harste - Emmenhausen - Lenglern - Bovenden                                    |                           |
| 201      | Einbeck Möncheplatz - Mitte/ZOB - Kühner Höhe - Mitte/ZOB                     | Stadtverkehr Einbeck      |
| 202      | Einbeck Möncheplatz - Mitte/ZOB - Südstadt - Möncheplatz                      | Stadtverkehr Einbeck      |
| 203      | Einbeck Möncheplatz - Mitte/ZOB - Friedhof - Möncheplatz                      | Stadtverkehr Einbeck      |
| 210      | Göttingen - Adelebsen - Uslar                                                 |                           |
| 211      | Uslar - Offensen - Fürstenhagen                                               |                           |
| 212      | Hardegsen - Uslar                                                             |                           |
| 213      | Uslar - Bollensen - Dinkelshausen - Vahle - Eschershausen - Uslar             |                           |
| 214      | Uslar - Bodenfelde - Amelith                                                  |                           |
| 220      | Göttingen - Lenglern - Hardegsen - Moringen                                   |                           |
| 221      | Hardegsen - Hettensen (- Lödingsen)                                           |                           |
| 222      | Göttingen - Adelebsen - Uslar                                                 |                           |
| 223      | Moringen - Großenrode - Behrensen                                             |                           |
| 225      | Moringen - Northeim                                                           |                           |
| 230      | Einbeck - Salzderhelden - Northeim                                            |                           |
| 234      | Einbeck - Edemissen - Iber                                                    |                           |
| 235      | Einbeck - Drüber - Northeim                                                   |                           |
| 240      | Northeim - Katlenburg - Lindau - Bilshausen                                   |                           |
| 241      | Lindau - Gillersheim - Katlenburg                                             |                           |
| 242      | Katlenburg - Berka - Lindau                                                   |                           |
| 250      | Einbeck - Markoldendorf - Dassel (- Neuhaus)                                  |                           |
| 252      | Einbeck - Lauenberg - Sievershausen - Dassel                                  |                           |
| 253      | Einbeck - Lüthorst - Markoldendorf - Dassel                                   |                           |
| 254      | Einbeck - Stroit - Kreiensen                                                  |                           |
| 256      | Wellersen - Markoldendorf                                                     |                           |
| 260      | Northeim - Echte - Bad Gandersheim                                            |                           |
| 261      | Echte - Willershausen - Wiershausen                                           |                           |
| 262      | Northeim - Kalefeld                                                           |                           |
| 263      | Greene - Sebexen                                                              |                           |
| 275      | Einbeck - Greene - Kreiensen - Bad Gandersheim                                |                           |
| 276      | Ahlshausen - Greene - Erzhausen - Kreiensen - Bad Gandersheim                 |                           |
| 440      | Clausthal-Zellerfeld - Osterode                                               |                           |
| 450      | Herzberg - Bad Lauterberg - St. Andreasberg (- Braunlage)                     |                           |
| 451      | Herzberg - Lonau - Sieber                                                     |                           |
| 452      | Herzberg Bahnhof - Herzberg Krankenhaus - Lonau                               |                           |
| 453      | Herzberg - Hörden - Hattorf - Wulften                                         |                           |
| 454      | Herzberg - Pöhlde - Rhumspringe - Duderstadt                                  |                           |
| 457      | Herzberg - Düna - Osterode                                                    |                           |
| 460      | Osterode - Bad Grund - Clausthal-Zellerfeld                                   |                           |
| 462      | Osterode - Riefensbeek - Kamschlacken                                         |                           |
| 463      | Osterode - Förste - Eisdorf - Badenhausen                                     |                           |
| 465      | Osterode - Förste - Dorste - Katlenburg                                       |                           |
| 470      | Bad Sachsa - Walkenried - Wieda - Zorge - Hohegeiß - Braunlage                |                           |
| 471      | Bad Sachsa - Steina - Barbis - Bad Lauterberg                                 |                           |
| 472      | Bad Sachsa - Walkenried - Wieda - Braunlage                                   |                           |
| 501      | Holzminden Nordring                                                           | Stadtverkehr Holzminden   |
| 502      | Holzminden Südring                                                            | Stadtverkehr Holzminden   |
| 509      | Holzminden Schulverkehr                                                       | Stadtverkehr Holzminden   |
| 510      | Holzminden - Uslar                                                            |                           |
| 515      | Holzminden - Höxter - Boffzen - Fürstenberg - Lauenförde - Beverungen         |                           |
| 520      | Bodenwerder - Polle - Holzminden                                              |                           |
| 521      | Bodenwerder - Ottenstein - Holzminden                                         |                           |
| 522      | Bodenwerder - Hehlen - Kirchohsen - Hameln                                    |                           |
| 523      | Bodenwerder - Eschershausen - Stadtoldendorf                                  |                           |
| 524      | Bodenwerder - Ottenstein - Bad Pyrmont                                        |                           |
| 525      | Bodenwerder - Halle - Heyen                                                   |                           |
| 526      | Bürgerbus Bodenwerder                                                         |                           |
| 528      | Bodenwerder - Rühle - Holzminden                                              |                           |
| 530      | Holzminden - Bevern - Eschershausen - Holzen                                  |                           |
| 531      | Holzminden - Holmbach - Stadtoldendorf                                        |                           |
| 533      | (Halle - Capellenhagen -) Eschershausen - Holzen - Lenne - Eimen              |                           |
| 540      | Holzminden - Bevern - Stadtoldendorf - Lenne - Einbeck                        |                           |
| 542      | Stadtoldendorf - Wangelnstedt - Denkiehausen                                  |                           |
| 543      | Stadtoldendorf - Dassel                                                       |                           |
| AST 9115 | Flecken Adelebsen                                                             | Anruf-Sammel-Taxi         |
| AST 9120 | Samtgemeinde Dransfeld                                                        | Anruf-Sammel-Taxi         |
| AST 9130 | Gemeinde Rosdorf                                                              | Anruf-Sammel-Taxi         |
| AST 9140 | Gemeinde Friedland                                                            | Anruf-Sammel-Taxi         |
| AST 9154 | Gemeinde Gleichen                                                             | Anruf-Sammel-Taxi         |
| AST 9173 | Samtgemeinde Radolfshausen                                                    | Anruf-Sammel-Taxi         |
| AST 9180 | Flecken Nörten-Hardenberg                                                     | Anruf-Sammel-Taxi         |
| AST 9186 | Flecken Bovenden                                                              | Anruf-Sammel-Taxi         |
| AST 9220 | Stadt Hardegsen                                                               | Anruf-Sammel-Taxi         |

## Verkehrsunternehmen im VSN
- DB Regio AG, Braunschweig
- Metronom Eisenbahngesellschaft mbH, Uelzen
- Cantus Verkehrsgesellschaft, Kassel
- NordWestBahn GmbH, Osnabrück
- Göttinger Verkehrsbetriebe GmbH (GöVB), Göttingen
- Regionalbus Braunschweig GmbH (RBB), Göttingen und Holzminden
- Brundig Reisen GmbH & Co. KG, Witzenhausen
- Jonas Tadrowska Omnibusverkehr, Göttingen
- Regiobus Uhlendorff GmbH & Co. KG, Wesertal
- Omnibusbetrieb Sallwey GmbH, Reinhardshagen
- Ilmebahn GmbH, Einbeck
- Scheithauer Reisen GmbH, Duderstadt
- Weihrauch Uhlendorff GmbH, Northeim
- Verkehrsgesellschaft Südniedersachsen mbH, Northeim
- Pülm Reisen GmbH, Seesen
- Hahne Reisen e. K., Braunlage

Die Verkehrsunternehmen im VSN sind Gesellschafter der VSN GmbH, die unter anderem die Aufteilung der Verbundeinnahmen durchführt.